# كأس ويلز 1887–88
كأس ويلز 1887–88 (بالإنجليزية: 1887–88 Welsh Cup)‏ هو موسم من كأس ويلز. فاز فيه Chirk AAA F.C. ‏.